# Monakijskie odznaczenia

## Księstwo Monako
| Baretka | Nazwa polska                                                                      | Nazwa francuska                                                                           |
| ------- | --------------------------------------------------------------------------------- | ----------------------------------------------------------------------------------------- |
|         | Krzyż Wielki Orderu Świętego Karola                                               | Grand Croix de la Ordre de Saint-Charles                                                  |
|         | Wielki Oficer Orderu Świętego Karola                                              | Grand Officier de la Ordre de Saint-Charles                                               |
|         | Komandor Orderu Świętego Karola                                                   | Commandeur de la Ordre de Saint-Charles                                                   |
|         | Oficer Orderu Świętego Karola                                                     | Officier de la Ordre de Saint-Charles                                                     |
|         | Kawaler Orderu Świętego Karola                                                    | Chevalier de la Ordre de Saint-Charles                                                    |
|         | Krzyż Wielki Orderu Korony                                                        | Grand Croix de la Ordre de la Couronne                                                    |
|         | Wielki Oficer Orderu Korony                                                       | Grand Officier de la Ordre de la Couronne                                                 |
|         | Komandor Orderu Korony                                                            | Commandeur de la Ordre de la Couronne                                                     |
|         | Oficer Orderu Korony                                                              | Officier de la Ordre de la Couronne                                                       |
|         | Kawaler Orderu Korony                                                             | Chevalier de la Ordre de la Couronne                                                      |
|         | Krzyż Wielki Orderu Grimaldich                                                    | Grand Croix de la Ordre des Grimaldi                                                      |
|         | Wielki Oficer Orderu Grimaldich                                                   | Grand Officier de la Ordre des Grimaldi                                                   |
|         | Komandor Orderu Grimaldich                                                        | Commandeur de la Ordre                                                                    |
|         | Oficer Orderu Grimaldich                                                          | Officier de la Ordre des Grimaldi                                                         |
|         | Kawaler Orderu Grimaldich                                                         | Chevalier de la Ordre des Grimaldi                                                        |
|         | Komandor Orderu Zasługi Kulturalnej                                               | Commandeur de la Ordre du Mérite Culturel                                                 |
|         | Oficer Orderu Zasługi Kulturalnej                                                 | Officier de la Ordre du Mérite Culturel                                                   |
|         | Kawaler Orderu Zasługi Kulturalnej                                                | Chevalier de la Ordre du Mérite Culturel                                                  |
|         | Medal Honoru I klasy w złocie                                                     | Médaille d'Honneur première classe en or                                                  |
|         | Medal Honoru II klasy w srebrze                                                   | Médaille d'Honneur deuxième classe en argent                                              |
|         | Medal Honoru III klasy w brązie                                                   | Médaille d'Honneur troisième classe en bronze                                             |
|         | Medal Uznania Monakijskiego Czerwonego Krzyża                                     | Médaille de la Reconnaissance de la Croix-Rouge Monégasque                                |
|         | Agrafa za Nadzwyczajną Służbę                                                     | Agrafe des Services Exceptionnels                                                         |
|         | Medal Edukacji Fizycznej i Sportu                                                 | Médaille de l'Education Physique et des Sports                                            |
|         | Medal Zasługi dla Krwiodawstwa                                                    | Médaille du Mérite National du Sang                                                       |
|         | Medal za Pracę w srebrze                                                          | Médailles du Travail en argent                                                            |
|         | Medal za Pracę w brązie                                                           | Médailles du Travail en bronze                                                            |
|         | Medal Pamiątkowy Objęcia Tronu przez Księcia Rainera III (1949)                   | Médaille Commémorative de l'Intronisation de Prince Rainier III                           |
|         | Medal Pamiątkowy Ślubu Księcia Rainera III i Księżniczki Grace Kelly (1956)       | Médaille Commémorative pour Mariage du Prince Rainier III avec Princesse Grace Kelly      |
|         | Medal Pamiątkowy 25-lecia Panowania Księcia Rainera III (1974)                    | Médaille Commémorative du 25 ans de règne de Rainier III                                  |
|         | Medal Pamiątkowy 40-lecia Panowania Księcia Rainera III (1989)                    | Médaille Commémorative du 40 ans de règne de Rainier III                                  |
|         | Medal Pamiątkowy 50-lecia Panowania Księcia Rainera III (1999)                    | Médaille Commémorative du 50 ans de règne de Rainier III                                  |
|         | Medal Pamiątkowy 700-lecia Panowania Dynastii Grimaldich (1997)                   | Médaille Commémorative des 700 ans de règne de la Dynastie des Grimaldi                   |
|         | Medal Pamiątkowy Objęcia Tronu przez Księcia Alberta II (2005)                    | Médaille Commémorative de l'Intronisation de Prince Albert II                             |
|         | Medal Pamiątkowy Ślubu Księcia Alberta II i Księżniczki Charlene Wittstock (2011) | Médaille Commémorative pour mariage du Prince Albert II avec Princesse Charlene Wittstock |